# Должников, Артур
Артур Должников (лит. Artūr Dolžnikov; 6 июня 2000) — литовский футболист, нападающий и крайний полузащитник клуба «Ритеряй» и сборной Литвы.

## Биография
Воспитанник Вильнюсской футбольной школы («Вильнюс ФМ»), с 2014 года выступал за команду школы в юношеском первенстве Литвы. В ходе сезона 2015 года перешёл в академию столичного «Жальгириса». 6 августа 2016 года дебютировал во взрослом футболе в матче первой лиги Литвы за «Жальгирис Б» против «Каунаса» (7:0), в первом сезоне эта игра осталась для него единственной. В 2017 году стал регулярно играть за «Жальгирис Б». В 2018 году перешёл в другой клуб первой лиги — «Национальная футбольная академия» (НФА), провёл в его составе полсезона.
Летом 2018 года перешёл в «Тракай» (позднее — «Ритеряй»), поначалу играл за его второй состав в первой лиге. В основной команде «Ритеряй» дебютировал на старте следующего сезона, 3 марта 2019 года в матче А-Лиги против «Судувы». В марте 2019 года сыграл за клуб 3 матча в высшем дивизионе, после чего был возвращён в дубль, а летом 2019 года отдан в полугодичную аренду в клуб первой лиги «Вильнюс». В 2020 году играл в первой лиге за вильнюсский «Витис». В 2021 году вернулся в «Ритеряй» и со временем стал игроком стартового состава команды.
Выступал за юниорские и молодёжные сборные Литвы. В команде 17-летних дебютировал в январе 2017 года на международном турнире в Минске, сыграв на нём 5 матчей и забив один гол. В составе сборной до 19 лет — участник юниорского Кубка Балтии 2018 года (3 матча, 1 гол), также играл в отборочных турнирах чемпионата Европы.
В июне 2022 года впервые был вызван в национальную сборную Литвы. Дебютный матч за сборную сыграл 4 июня 2022 года в рамках Лиги наций против команды Люксембурга (0:2), заменив на 84-й минуте Викинтаса Сливку.